# 基督教无政府主义
基督教无政府主义是一个综合了基督教和无政府主义，在政治理论和政治哲学上的运动。它以一个这样的信念为基础：基督徒在根本上应负责任的权威来源只有一个，即耶稣的教导所阐明的上帝的权威。因此，它拒绝接受人类政府对人类社会有根本权威的观点。基督教无政府主义者公开抨击国家，因为，它们声称，国家是暴力的、欺诈的，被美化时还是被盲目崇拜的。
与《圣经》中的其他来源相比，“山上宝训”更常用作基督教无政府主义的基本原则。多数基督教无政府主义者是和平主义者，拒绝使用暴力，例如战争。列夫·托尔斯泰的《天国在你们心中》常常被看做现代基督教无政府主义的关键性著作。
基督教无政府主义的批评者既有基督徒，也有无政府主义者。基督徒常常引用《罗马书·13》作为应该服从国家的证据，而世俗的无政府主义者不相信任何与上帝有关的权威，如他们的一句口号所言：“没有神，没有主人！”